# ديزيري قاولد
ديزيري قاولد (بالإنجليزية: Desiree Gould)‏ هي ممثلة أمريكية، ولدت في 27 مارس 1945 في نيويورك في الولايات المتحدة.

## وصلات خارجية
- ديزيري قاولد على موقع IMDb (الإنجليزية)
- ديزيري قاولد على موقع ميتاكريتيك (الإنجليزية)
- ديزيري قاولد على موقع روتن توميتوز (الإنجليزية)
- ديزيري قاولد على موقع أول موفي (الإنجليزية)
- ديزيري قاولد على موقع قاعدة بيانات الفيلم (الإنجليزية)